# Harry Sacher
Harry Sacher (* 3. September 1881 in Shoreditch, London; † 10. Mai 1971 in Westminster, London) war  ein britischer Anwalt, Journalist und Zionist.

## Leben
Harry Sacher war seit 1905 Journalist des Manchester Guardian. Mit seinem Kollegen Herbert Sidebotham sowie mit Leon Simon und anderen Mitgliedern der  Manchester School for Zionism gründete er das Wochenjournal Palestine. Auch den Manchester Guardian nutzte er regelmäßig als Medium für seine Anliegen.
Im Zusammenhang mit politischem Druck zur Durchsetzung der angestrebten Balfour-Deklaration, deren Mitautor er war, veröffentlichte er in Palestine im Februar 1917 einen Artikel, wonach Sidon, Damaskus und das östliche Ufer des Jordan ebenfalls Teil des künftigen jüdischen Staates sein sollten. Damit verärgerte er Mark Sykes, der eben mit Frankreich das geheime Sykes-Picot-Abkommen geschlossen hatte, in welchem der Libanon dem französischen Völkerbundmandat für Syrien und Libanon zugeschlagen wurde.
Wie einzelne andere Zionisten, war sich Sacher der sogenannten „Versteckten Frage“, bewusst, dem Umstand, dass weite Teile der zionistischen Bewegung davon ausgingen, dass sich die Probleme, die für sie vor Ort durch die arabische Bevölkerungsmehrheit Palästinas entstanden, mit der Zeit von selbst lösen würden. Er schieb 1917 in einer privaten Korrespondenz:
„Selbst wenn alle unsere politischen Berechnungen zu unseren Gunsten ausfallen, werden die Araber zu unserem schwerwiegensten Problem. Ich will nicht, dass wir die Araber in Palästina so behandeln, wie die Polen die Juden behandeln.“
1920 arbeitete Sacher als Rechtsanwalt in Palästina. 1925 war er zusammen mit Felix M. Warburg, Chaim Weizmann, Albert Einstein, Martin Buber und Sigmund Freud Mitglied des Board of Governors der eben gegründeten Hebräischen Universität Jerusalem. Warburg schätzte ihn zu der Zeit als „stark anti-arabische Persönlichkeit“ und als „den arabisch-jüdischen Beziehungen nicht förderlich“ ein.
Sacher war verheiratet mit Miriam Marks, Tochter von Michael Marks, dem Mitbegründer von Marks & Spencer. Er wurde Direktor und Historiker des Unternehmens. Neben ihm waren in der Firmenleitung auch die Zionisten Israel Sieff, der mit Miriams Schwester verheiratet war, und Simon Marks, der Sohn des Firmengründers.

## Schriften (Auswahl)
- Zionism and the Jewish future. Murray. 1916
- Israel.the establishment of a state. British Book Centre. 1952, Hyperion. 1976
- Zionist portraits, and other essays. Blond. 1959
- Jewish emancipation. English Zionist federation. 1917 online
- Zionism and the Jewish future. Macmillan Company. 1916 online